# Il drago di bronzo
Il drago di bronzo (The Brass Dragon, 1969) è un romanzo fantascientifico scritto da Marion Zimmer Bradley, ambientato negli Stati Uniti sul finire degli anni sessanta e sul pianeta Marte.
Scritto da Marion Zimmer Bradley ai suoi esordi, il romanzo ha vari riferimenti alla biografia dell'autrice: il protagonista abita a Berkeley in California, città dove l'autrice andò vivere dal 1964 col secondo marito, ma si risveglia dopo un misterioso evento ad Abilene nel Texas, città dove l'autrice visse col primo marito fino al 1964.

## Trama
Un ragazzo si risveglia senza più memoria in un ospedale della città di Abilene, in Texas. Non ricorda nulla, nemmeno il suo nome. Ma pian piano emergono frammenti di un passato che non sa spiegarsi. Viene così a sapere di essere scomparso dalla sua città di origine, Berkeley, per più di un anno: ma cosa abbia fatto in questo lasso di tempo resta recluso in qualche angolo della sua mente.
Sembra che tutto possa mettersi per il meglio, ma strani eventi mettono in pericolo la sua vita e quella della sua ritrovata famiglia, tanto che per far luce su cosa lo stia perseguitando dovrà scoprire dove è stato nell'ultimo anno, ricostruendo mesi trascorsi niente meno che sul pianeta rosso, il pianeta Marte.

## Edizioni
- Marion Zimmer Bradley, Il drago di Bronzo, Urania 595, Mondadori, 1972,  p. 138.
- Marion Zimmer Bradley, Il drago di Bronzo, Salani, 1991,  p. 200.